# Даурский рак
Рак даурский (лат. Cambaroides dauricus) — животное отряда десятиногих раков, самый крупный представитель ракообразных Забайкалья.

## Строение
Длина взрослых особей в среднем около 10 см. Тело состоит из головогруди, покрытой хитиновым щитом — карапаксом, и членистого брюшка, заканчивающегося пятилопастным «плавником» — тельсоном. На переднем конце тела имеется по паре коротких и длинных усиков. На подвижных стебельках располагаются фасеточные глаза, которые могут поворачиваться в разные стороны. По бокам тела хорошо видны 5 пар членистых ходильных ног, 1-я из которых снабжена клешнями. С брюшной стороны на сегментах брюшка расположены небольшие ножки, по количеству и строению которых можно определить половую принадлежность особей. У самца 5 пар ножек, первые 2 более крупные и выполняют функцию копулятивного органа; у самки 4 пары ножек, служащих для плавания и вынашивания молоди. Дышат раки жабрами, расположенными по бокам грудного отдела. Наружный скелет пропитан известковыми солями, что придает ему особую прочность. Во время линьки происходит замена не только наружного хитинового покрова, но и внутренней хитиновой выстилки переднего и заднего отдела кишки, статоциста (органа равновесия). До отвердевания нового хитинового покрова рак ведет скрытный образ жизни, не питается и даже теряет координацию движения. В течение первых лет жизни линяет несколько раз в год, позже — только раз в году.

## Места обитания и образ жизни
Рак даурский обитает в реках и проточных озерах с чистой водой. Встречается только в водоемах и водотоках бассейна реки Амур. Требователен к высокому содержанию кислорода и минеральных солей, чувствителен к чистоте воды. Быстро плавает задом наперед, подгибая и распрямляя брюшко с «плавником», а также перемещается по дну на ходильных ногах в любом направлении. Из укрытия выходит в сумерках. Всеяден, охотно поедает головастиков, моллюсков, личинок насекомых и погибших животных. Раки не могут глотать свою добычу целиком, так как ротовое отверстие у них очень мало. Пища схватывается клешнями, разрывается на мелкие кусочки и перетирается зазубренными краями 3 пар челюстей и 3 пар ногочелюстей, после чего в сильно измельченном виде подносится к ротовому отверстию. Живут не более 20 лет. На зиму укрываются в норах, вырытых в откосах берегов, но в спячку не впадают.

### Размножение
Самка откладывает около 100 яиц, прикрепляя их к брюшным конечностям. Вышедшие из яиц молодые раки остаются под брюшком, несколько раз линяют, а затем приступают к самостоятельному существованию. Половозрелыми становятся на 3—4-й год.

## Статус популяции
В связи с антропогенным воздействием численность вида сокращается.